# Wiebke Ullmann
Wiebke Ullmann (* 4. Februar 1988 in Wiesbaden) ist eine deutsche Leichtathletin und startet für den TSV Bayer 04 Leverkusen. Ihre Spezialdisziplin ist 400 Meter. Neben ihrer sportlichen Karriere studiert sie Verfahrenstechnik an der FH Köln. Bei einer Größe von 1,70 m wiegt Ullmann 54 kg.

## Laufbahn
Begonnen hat ihre Karriere in ihrem Heimatort Bad Schwalbach beim TV 1861 Bad Schwalbach. Unter ihrem ersten Trainer Frank Schotte wurde Ullmann unter anderem 2002 Deutsche Schülermeisterin im Block Lauf. 2004 wechselte Ullmann zur LG Minimax Seligenstadt, bei der sie von Robert Schieferer betreut wurde. Im gleichen Jahr wurde Ullmann Vierte bei den Deutschen Jugendhallenmeisterschaften. Ein Jahr später wurde Ullmann Deutsche B-Jugendmeisterin sowohl bei den Deutschen Jugendmeisterschaften als auch bei den nationalen Titelkämpfen der Nachwuchsathleten unter dem Hallendach. Im weiteren Verlauf des Jahres qualifizierte sie sich für die U20-Europameisterschaften im litauischen Kaunas. Dort wurde sie mit der 4-mal-400-Meter-Nationalstaffel des Deutschen Leichtathletik-Verbandes (DLV) Zweite und als Einzelstarterin über 400 Meter kam sie ins Halbfinale.
| Jahr | 400 Meter |
| ---- | --------- |
| 2005 | 54,76 s   |
| 2006 | 55,26 s   |
| 2007 | 54,52 s   |
| 2008 | 54,20 s   |
| 2009 | 55,10 s   |
| 2010 | 52,96 s   |

2007 wechselte Ullmann von Seligenstadt nach Friedberg zum TSV Friedberg-Fauerbach zu Sprinttrainerin Sieglinde Weber. Im gleichen Jahr wurde Ullmann Zweite bei den Deutschen Jugendhallenmeisterschaften und Fünfte bei den Jugendtitelkämpfen in der Freiluftsaison. Sie qualifiziert sich erneut für die U20-Europameisterschaften. Im holländischen Hengelo wurde Ullmann mit der 4-mal-400-Meter-Staffel des DLV Dritte und erreicht nach 2005 erneut das Halbfinale als Einzelstarterin über die Stadionrunde. Nachdem sie 2008 der Jugendklasse entwachsen war, belegte sie auf Anhieb Platz drei bei den Deutschen Hallenmeisterschaften bei den Frauen. Ende 2008 bestritt Ullmann ihr erstes Rennen über 400 Meter Hürden und schaffte in 58,57 s gleich den Sprung in den Nationalkader über 400 Meter Hürden des DLV. Die Jahre zuvor gehörte sie bereits dem deutschen Nachwuchskader über 400 Meter an.
Im darauffolgenden Jahr belegte sie bei den Deutschen Meisterschaften in Ulm Platz sieben über 400 Meter Hürden. Ende 2009 wechselte sie zu ihrem heutigen Trainer Karl-Heinz Düe nach Leverkusen. Schon im darauffolgenden Frühjahr wurde Ullmann Deutsche Hallenmeisterin über 400 Meter. Auf Grund ihrer gezeigten Leistungen wurde sie im Juni für den U23-Känderkampf gegen Polen nominiert, bei dem sie über 400 Meter siegreich war. Anschließend qualifizierte sie sich für die 4-mal-400-Meter-Staffel des DLV für die Europameisterschaften in Barcelona. Als fünftschnellste Sprinterin in Deutschland über 400 Meter wurde sie dennoch im Vorlauf nicht berücksichtigt, sondern die Berlinerin Jill Richards startete anstelle der Leverkusenerin.

## Erfolge
| Jahr | Internationale Meisterschaften | Platzierung                                            | Disziplin |
| ---- | ------------------------------ | ------------------------------------------------------ | --------- |
| 2010 | Europameisterschaften          | Silber (Als Ersatzläuferin nicht zum Einsatz gekommen) | 4 × 400 m |
| 2007 | U20-Europameisterschaften      | Bronze                                                 | 4 × 400 m |
| 2005 | U20-Europameisterschaften      | Silber                                                 | 4 × 400 m |

Deutsche Meisterschaften
2010: Deutsche Hallenmeisterin über 400 m und 4 × 400 m

2009: 7. über 400 m Hürden bei Deutschen Meisterschaften

2008: Bronze bei Deutschen Hallenmeisterschaften über 400 m

2005: 5. über 400 m bei Deutschen Meisterschaften

Deutsche Juniorenmeisterschaften
2010: Deutsche Juniorenmeisterin über 400 m und 4 × 400 m Bronze über 4 × 100 m, Bronze über 4 × 100 m

2009: 8. über 400 m Hürden

2008: 6. über 400 m

Deutschen Jugendmeisterschaften
2007: 5. über 400 m bei Deutschen Jugendmeisterschaften, Silber über 400 m Deutsche Jugendhallenmeisterschaften

2006: 7. über 400 m bei Deutschen Jugendmeisterschaften

2005: Deutsche B-Jugendmeisterin über 400 m, Deutsche Jugendhallenmeisterin über 400 m

2004: 4. über 400 m Deutsche Jugendhallenmeisterschaften